# ساندر فيشر
ساندر فيشر (بالهولندية: Sander Fischer)‏ (23 سبتمبر 1988 في هولندا - ) هو لاعب كرة قدم هولندي في مركز الدفاع. لعب مع أغوف أبيلدورن وسبارتا روتردام وغو أهد إيغلز ونادي إكسلسيور ونادي إيمن ونادي كامبور وناك بريدا.

## وصلات خارجية
- ساندر فيشر على موقع قاعدة بيانات كرة القدم.إي يو (الإنجليزية)
- ساندر فيشر على موقع Soccerway.com (الإنجليزية)
- ساندر فيشر على موقع عالم كرة القدم.نت (الإنجليزية)